# Antonio Maíllo Cañadas
Antonio Maíllo Cañadas (Lucena, Còrdova, 2 de novembre de 1966) és un professor i polític espanyol, actual  coordinador general d’Izquierda Unida des de 2024 i coordinador general d'Izquierda Unida-Los Verdes-Convocatoria por Andalucía (IULV-CA).

## Biografia
Antonio Maíllo va néixer a Lucena (Còrdova), en el si d'una família dedicada a l'artesania d'aparells d'animals del camp. Malgrat que els seus pares apostaven pel món del dret, va decidir dedicar-se a les llengües clàssiques.
Maíllo és llicenciat en filologia clàssica per la Universitat de Sevilla. Durant la seva etapa universitària, va ser un actiu participant en el moviment estudiantil i va ser triat delegat de facultat i delegat del Consell d'Alumnes. Activista d'esquerres des dels divuit anys, va ajudar a crear l'Assemblea Local d'IULV-CA de Lucena, el seu poble natal, el 1986.
Després d'aprovar el 1990, amb 23 anys, les oposicions de professor d'educació secundària, va fer classes de llatí i grec en l'IES Francisco Pacheco de Sanlúcar de Barrameda, a la província de Cadis. Va ser regidor per IULV-CA a Sanlúcar de Barrameda entre 1991 i 1995.
El 1996 va obtenir la seva plaça definitiva a l'IES San Blas d'Aracena, a la província de Huelva, del que va ser director entre 2005 i 2009. Com a docent va realitzar estades acadèmiques a Finlàndia, Bulgària i Itàlia en el marc de projectes educatius de la Unió Europea vinculats a la millora educativa i la funció directiva.
A més del llatí i el grec clàssic, parla anglès i italià. Va coordinar l'adaptació curricular de l'assignatura de llatí a la Llei Orgànica d'Educació d'Andalusia. En l'àmbit polític, va ser regidor d'Aracena, ciutat en la qual va ser candidat a alcaldia, entre 2003 i 2011. A més, des de 1996 és militant del Partit Comunista d'Espanya.
El 2009 és nomenat cap del Servei de Programes Educatius Internacionals de la Direcció General de Participació i Innovació Educativa de la Conselleria d'Educació de la Junta d'Andalusia, amb seu a Sevilla. En les eleccions generals de 2011 va ser candidat a senador en la candidatura d'IULV-CA per la província de Huelva. El juny de 2012, després de l'acord de govern a Andalusia entre el PSOE a Andalusia i IULV-CA, va ser nomenat Director General d'Administració Local de la Conselleria d'Administració Local i Relacions Institucionals de la Junta d'Andalusia.

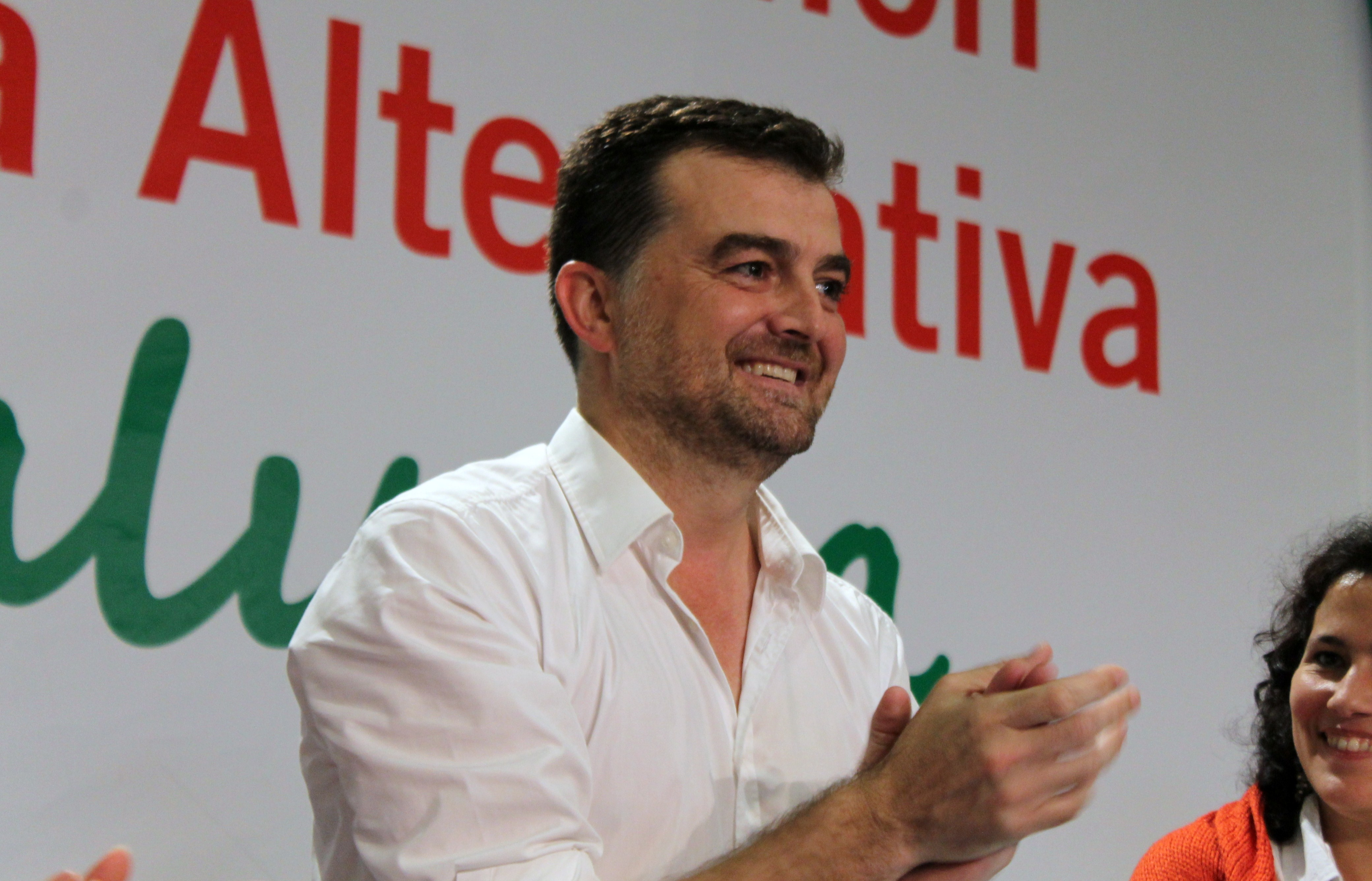
Maíllo en la XIX Assemblea d'Esquerra Unida Andalusia al juny de 2013.

En el Consell Andalús d'IULV-CA, celebrat el 7 de juny de 2013, va ser proposat com a candidat a coordinador de l'organització, càrrec al que accedeix el 16 de juny de 2013. El juliol de 2014, IULV-CA va celebrar eleccions primàries per a l'elecció del candidat a la presidència de la Junta d'Andalusia i Antonio Maíllo va resultar triat en obtenir el 88,39% dels vots.
Antonio Maíllo és diputat per la circumscripció de Sevilla després de les eleccions al Parlament d'Andalusia, celebrades el 22 de març de 2015. El desembre de 2015, a l'inici de la campanya de les eleccions generals de 2015, va ser ingressat d'urgència per una hemorràgia digestiva. Després de més de tres mesos allunyat de la vida política activa, i després d'una intervenció quirúrgica, va reaparèixer l'11 de març de 2016 en una entrevista a Canal Sur, anunciant que havia patit càncer i que començaria un tractament de quimioteràpia.
El 17 de març va reprendre la seva activitat parlamentària participant en una sessió de control al govern i va ser rebut amb emoció pel conjunt de diputats.

### coordinador general d'Esquerra Unida
Alberto Garzón va deixar la política institucional el 17 novembre de 2023 després de la investidura de Pedro Sánchez i el maig de 2024, a la XIII Assemblea Federal d'IU Antonio Maíllo va obtenir el 53,4% dels vots de la militància, superant la ministra Sira Rego i convertint-se en el nou coordinador general d'Esquerra Unida.